# 苗栗県長
苗栗県長は、台湾苗栗県の県長。

## 一覧
| 代数 | 氏名   | 政党              | 任期                            |
| ---- | ------ | ----------------- | ------------------------------- |
| 1    | 頼順生 | 中国国民党        | 1951年8月15日 - 1954年8月16日   |
| 2    | 劉定国 | 中国国民党        | 1954年8月16日 - 1957年6月2日    |
| 3    | 劉定国 | 中国国民党        | 1957年6月2日 - 1960年6月2日     |
| 4    | 林為恭 | 中国国民党        | 1960年6月2日 - 1964年6月2日     |
| 5    | 林為恭 | 中国国民党        | 1964年6月2日 - 1968年6月2日     |
| 6    | 黄文発 | 中国国民党        | 1968年6月2日 - 1973年2月1日     |
| 7    | 邱文光 | 中国国民党        | 1973年2月1日 - 1977年12月20日   |
| 8    | 邱文光 | 中国国民党        | 1977年12月20日 - 1981年12月20日 |
| 9    | 謝金汀 | 中国国民党        | 1981年12月20日 - 1985年12月20日 |
| 10   | 謝金汀 | 中国国民党        | 1985年12月20日 - 1989年12月20日 |
| 11   | 張秋華 | 中国国民党        | 1989年12月20日 - 1993年12月20日 |
| 12   | 何智輝 | 無所属→中国国民党 | 1993年12月20日 - 1997年12月20日 |
| 13   | 傅学鵬 | 無所属            | 1997年12月20日 - 2001年12月20日 |
| 14   | 傅学鵬 | 無所属            | 2001年12月20日 - 2005年12月20日 |
| 15   | 劉政鴻 | 中国国民党        | 2005年12月20日 - 2009年12月20日 |
| 16   | 劉政鴻 | 中国国民党        | 2009年12月20日 - 2014年12月25日 |
| 17   | 徐耀昌 | 中国国民党        | 2014年12月25日 - 2018年12月25日 |
| 18   | 徐耀昌 | 中国国民党        | 2018年12月25日 - 2022年12月25日 |
| 19   | 鍾東錦 | 無所属            | 2022年12月25日 - 現職           |